# Olympische Sommerspiele 2016/Schwimmen – 10 km Freiwasser (Männer)
Das 10-km-Freiwasserschwimmen der Männer bei den Olympischen Spielen 2016 in Rio de Janeiro wurde am 16. August 2016 am Forte de Copacabana ausgetragen. 25 Athleten nahmen daran teil.
Das Rennen wurde in einem Finallauf ausgetragen.

## Titelträger
| Olympiasieger | Oussama Mellouli ( Tunesien)            | 1:49:55,1 h | London 2012 |
| Weltmeister   | Jordan Wilimovsky ( Vereinigte Staaten) | 1:49:48,2 h | Kasan 2015  |
| Europameister | Ferry Weertman ( Niederlande)           | 1:55:20,6 h | Hoorn 2016  |

## Rennen
| Platz | Name                 | Nation             | Zeit        |
| ----- | -------------------- | ------------------ | ----------- |
| 01    | Ferry Weertman       | Niederlande        | 1:52:59,8 h |
| 02    | Spyros Gianniotis    | Griechenland       | 1:52:59,8 h |
| 03    | Marc-Antoine Olivier | Frankreich         | 1:53:02,0 h |
| 04    | Zu Lijun             | China              | 1:53:02,0 h |
| 05    | Jordan Wilimovsky    | Vereinigte Staaten | 1:53:03,2 h |
| 06    | Simone Ruffini       | Italien            | 1:53:03,5 h |
| 07    | Federico Vanelli     | Italien            | 1:53:03,9 h |
| 08    | Yasunari Hirai       | Japan              | 1:53:04,6 h |
| 09    | Christian Reichert   | Deutschland        | 1:53:04,7 h |
| 10    | Chad Ho              | Südafrika          | 1:53:04,8 h |
| 11    | Jewgeni Dratzew      | Russland           | 1:53:04,8 h |
| 12    | Oussama Mellouli     | Tunesien           | 1:53:06,1 h |
| 13    | Márk Papp            | Ungarn             | 1:53:11,7 h |
| 14    | Sean Ryan            | Vereinigte Staaten | 1:53:15,5 h |
| 15    | Wenzislaw Ajdarski   | Bulgarien          | 1:53:16,1 h |
| 16    | Ivan Enderica Ochoa  | Ecuador            | 1:53:16,2 h |
| 17    | Richard Weinberger   | Kanada             | 1:53:16,4 h |
| 18    | Allan do Carmo       | Brasilien          | 1:53:16,4 h |
| 19    | Kane Radford         | Neuseeland         | 1:53:18,7 h |
| 20    | Richárd Nagy         | Slowakei           | 1:53:35,4 h |
| 21    | Jarrod Poort         | Australien         | 1:53:40,7 h |
| 22    | Erwin Maldonado      | Venezuela          | 1:54:33,6 h |
| 23    | Marwan El-Amrawy     | Ägypten            | 1:59:17,2 h |
|       | Witali Chudjakow     | Kasachstan         | DSQ         |
|       | Jack Burnell         | Großbritannien     | DSQ         |